# Luísa Diogo
Luísa Dias Diogo, née le 11 avril 1958 dans le district de Magoé de la province de Tete, est une femme politique mozambicaine.

## Biographie
Née en 1958 dans la région nord-ouest du Mozambique, Luísa Diogo a étudié l'économie à l'université Eduardo Mondlane de Maputo, avant d'obtenir un master en économie à l'École des études orientales et africaines de l'université de Londres.
Après ses études, elle travaille pour le ministère des Finances mozambicain.
Elle est nommée ministre des Finances et de la Planification dans le gouvernement de Pascoal Mocumbi, avant de devenir Première ministre en février 2004. Elle devient ainsi à 45 ans la première femme nommée Première ministre dans l'histoire du Mozambique,. Son arrivée à ces fonctions marque aussi un renouvellement de la génération des personnalités politiques au Mozambique : jusqu'alors, ce type de poste était attribué à des vétérans de la lutte de décolonisation et de libération. Cette même année 2004, elle lance un programme d'assistance pour les personnes vivant avec le sida, ainsi qu'une campagne d'information et de prévention sur cette maladie. Pendant sa première année comme chef de gouvernement, elle soumet au Parlement un plan social et économique pour assainir les finances de son pays, profondément endetté. Elle est confirmée dans ses fonctions de Première ministre le 4 février 2005 par le président Armando Guebuza, nouvellement élu, bien que considérée comme proche du précédent président, Joaquim Chissano, et reste à cette fonction jusqu'au 16 janvier 2010. En 2007, elle est classée comme la 89e femme la plus puissante au monde par le magazine Forbes, après avoir été classée dès 2005 au 96e rang. Le 16 janvier 2010, Aires Ali lui succède.
En août 2010, le secrétaire général de l' ONU Ban Ki-moon nomme Luisa Diogo au Groupe de haut niveau sur la durabilité mondiale, qui a été co-présidé par les présidents Tarja Halonen de la Finlande et de Jacob Zuma d'Afrique du Sud.
En 2012, Luisa Diogo devient la présidente de la Barclays Bank au Mozambique.
En 2014, Luisa Diogo arrive deuxième derrière Filipe Nyusi dans les élections du FRELIMO pour désigner le candidat de ce mouvement à l'élection présidentielle. À l'époque, elle était soutenue par une faction du parti dirigée par Joaquim Chissano.
En 2016, Erik Solheim, président du comité d'aide au développement, nomme Luísa Diogo au sein du groupe de haut niveau sur l'avenir du comité d'aide au développement, sous la direction de Mary Robinson. En 2020, elle participe pour le Mozambique à la négociation avec le Club de Paris sur la dette du pays, à la demande de du président Filipe Nyusi.